# Munia di Castiglia
Munia Sanchez, chiamata anche Muniadona o Mayor. Munia in catalano, in basco e in aragonese, Muniadona, in spagnolo e in asturiano,  Munadona, in galiziano e in portoghese (995 – 1066), fu contessa indipendente di Castiglia (1029-1032), Contessa di Ribagorza (1017-1035) e Regina consorte di Navarra e Contessa consorte di Aragonadal 1010 al 1035.

## Origine
Secondo la Chronica latina regum Castellae, Munia era figlia del conte indipendente di Castiglia, conte di Burgos, di Lantarón, di Cerezo e di Álava, Sancho Garcés e di Urraca Gomez (?-1038), figlia di Gomez Diaz, conte di Saldaña, della famiglia dei Banu Gómez, e della zia di Sancho, Muniadomna Fernandez di Castiglia, figlia di Fernan Gonzales.

Sancho Garcés (Sancio Garsea), sia secondo il Codice di Roda, che secondo il documento n° VII del Cartulario del infantado de Covarrubias, inerente la fondazione del monastero, era figlio del conte indipendente di Castiglia e conte di Burgos, Lantarón, Cerezo e Álava, García Fernández e di Ava di Ribagorza, che, ancora secondo il Codice di Roda era figlia del Conte di Ribagorza, Raimondo II e della moglie Garsenda di Fézensac.

## Biografia

La contea di Castiglia alla morte di García Sánchez (1029)

Ancora secondo la Chronica latina regum Castellae, nel 1010 circa, Munia sposò il re di Pamplona e conte d'Aragona, Sancho III il Grande, che, secondo lo storico basco, Jean de Jaurgain, come riporta nel suo, La Vasconie, era figlio del re di Pamplona García II Sánchez e di Jimena Fernández; il matrimonio di Munia e Sancho III viene confermato anche dal capitolo n° XXXVI del libro XLVI della España sagrada. 46, De las santas iglesias de Lérida, Roda y Barbastro.

Il documento n° 79 del Cartulario de San Millán de la Cogolla del 24 giugno 1011 inerente una donazione al Monastero di San Millán de la Cogolla conferma che Munia era già moglie di Sancho III il Grande (Sancius rex una cum coniux mea Mumadonna regina)
Nel 1017, il Conte di Ribagorza, Guglielmo, venne assassinato dagli abitanti della Val d'Aran, siccome Guglielmo non aveva discendenza la contea passò alla cugina Mayor, che già la governava in parte, assieme al marito, Raimondo III di Pallars Jussà; ma, dopo che Mayor era stata ripudiata dal marito, aveva designato come sua erede Munia, per cui Sancho III il Grande reclamò la contea per la moglie, innescando una disputa, che portò, nel 1018, all'occupazione e all'annessione al regno di Pamplona della contea di Ribagorza; anche il Fragmentum historicum, Ex cartulario Alaonis, España Sagrada XLVI, tratado XXXVI, riporta questo avvenimento.

Anche la contea di Sobrarbe avrebbe dovuto appartenere a Mayor, ma era stata conquistata da al-Andalus; quindi approfittando delle difficoltà in cui si trovava il  califfato, facendo valere i suoi diritti di successione, suo marito, Sancho III, riuscì ad impadronirsi di tutti i territori della contea tra il 1018 ed il 1025
Suo padre, Sancho Garcés morì prematuramente, nel 1017, come riporta la Cronaca Burgense, probabilmente in battaglia, come riporta la Recherches sur l'histoire et la littérature de l'Espagne pendant le moyen age, tome premier.

Dopo la sua morte, la contea fu ereditata, assieme al titolo di conte, da suo fratello, García Sánchez, di circa sette anni, come riporta la Historia y ficción en la épica medieval castellana e suo marito, Sancho III il Grande, fu nominato tutore del piccolo conte di Castiglia.

La penisola iberica, nel 1034, al tempo in cui, Sancho III il Grande si faceva chiamare Imperator Totus Hispaniae

Nel 1022, secondo la Collecion diplomatica de la cathedral de Pamplona, Munia e Sancho III introdussero la regola di San Benedetto nel Monastero di Leire.

Nel 1024, secondo il Cartulario de Albelda, Munia e Sancho III fecero due donazioni:
- una a maggio[20], e
- una a dicembre[21].

Nel 1027, fu programmato il matrimonio tra il conte di Casiglia, Garcia, e Sancha, figlia del re del León, Alfonso V.
Nel 1029, però quando il conte di Castiglia, Garcia, si recò a León per il matrimonio, fu ucciso all'uscita dal palazzo reale di León, dove si era recato per conoscere la sua promessa sposa, l'infanta Sancha, e si sospettò che i mandanti fossero i figli dei nobili castigliani che, da tempo, erano stati esiliati con le famiglie in quella città; gli Annales Complutense riportano questo omicidio nel 1026 (Obiit Comes Garsia).

Allora Munia succedette al fratello come contessa di Castiglia e governò la contea assieme al marito, Sancho III, sino al 1032, quando Munia si ritirò e Sancho fu coronato conte di Castiglia, a patto che, la Castiglia sarebbe ritornata ad essere indipendente dal regno di Navarra; nel documento n° 2891 del Recueil des chartes de l'abbaye de Cluny. Tome 4. Sancho si cita come re di Spagna (Sancius Hispaniarum rex) e Munia regina (Domna Major regina).
Nel 1030 circa, secondo la Collecion diplomatica de la cathedral de Pamplona, Munia e Sancho III fecero una donazione al Monastero di Leire.
Suo marito, Sancho III, secondo il Chronicon Burgense, morì nel 1035, nella Bureba, dividendo il suo "impero" tra i quattro figli maschi che gli sopravvissero:
- a Ferdinando la Castiglia e parte del León;
- a García la Navarra;
- a Gonzalo le contee di Sobrarbe e Ribagorza;
- a Ramiro, il bastardo, l'Aragona[28].

Nel 1035, dopo la morte del marito Munia si ritirò in convento.

In quegli anni fondò il monastero di San Martino di Tours (che oggi non esiste più), a Frómista, sul Cammino di Santiago di Compostela, nella Provincia di Palencia; mentre la chiesa si è conservata; in questo monastero molto probabilmente morì (è stato ritrovato il suo testamento, datato 13 giugno 1066) il 13 luglio 1066.

Munia fu tumulata nel Monastero di San Salvador a Oña, accanto al sarcofago del marito; la foto del sarcofago di Munia si può vedere: https://i1.wp.com/www.condadodecastilla.es/wp-content/uploads/2017/06/sepulcro-reina-mayor-ona.jpg?ssl=1.

## Discendenza
Munia a Sancho III diede sei figli, quattro maschi e due femmine:
- Garcia Sanchez (ca.1010-1054), re di Navarra[32].
- Ferdinando Sanchez (ca. 1016-1063), re di Castiglia e León, come confermato dal capitolo n° XXXVI del libro XLVI della España sagrada. 46, De las santas iglesias de Lérida, Roda y Barbastro[10]
- Gonzalo Sanchez (ca. 1018 -1045), conte di Sobrarbe e Ribagorza[10]
- Bernardo Sanchez di Navarra (?-1024), morto giovane[33]
- Ramiro Sanchez di Navarra (?-1020), morto giovane[33]
- Mayor Sanchez (ca. 1015- prima del 1044), che secondo lo storico Justo Pérez de Urbel, verso il 1037, sarebbe stata la prima moglie del conte di Tolosa, Ponzio II[10]. I cronisti francesi la chiamano  Majorie
- Jimena Sanchez (ca. 1020-1062), che, dal 1034, fu la terza moglie del re di León, Bermudo III, che dopo essere rimasta vedova, nel 1037, si fece suora.

## Ascendenza
|                                   |   |                           | Genitori                   |  |  | Nonni |  |  | Bisnonni            |  |  | Trisnonni                   |  |
|                                   |   |                           |                            |  |  |       |  |  | Ferdinando Gonzales |  |  | Gonzalo Fernández de Burgos |  |
|                                   |   |                           |                            |  |  |       |  |  | Ferdinando Gonzales |  |  | Gonzalo Fernández de Burgos |  |
|                                   |   | Muniadomna di Lara        |                            |  |  |       |  |  | Ferdinando Gonzales |  |  |                             |  |
| García Fernández                  |   |                           |                            |  |  |       |  |  | Ferdinando Gonzales |  |  |                             |  |
|                                   |   | Sancha Sánchez di Navarra | Sancho I Garcés di Navarra |  |  |       |  |  |                     |  |  |                             |  |
|                                   |   | Sancha Sánchez di Navarra | Sancho I Garcés di Navarra |  |  |       |  |  |                     |  |  |                             |  |
|                                   |   | Sancha Sánchez di Navarra | Toda di Navarra            |  |  |       |  |  |                     |  |  |                             |  |
| Sancho Garcés                     |   | Sancha Sánchez di Navarra |                            |  |  |       |  |  |                     |  |  |                             |  |
|                                   |   | Raimondo II di Ribagorza  | Bernardo I di Ribagorza    |  |  |       |  |  |                     |  |  |                             |  |
|                                   |   | Raimondo II di Ribagorza  | Bernardo I di Ribagorza    |  |  |       |  |  |                     |  |  |                             |  |
|                                   |   | Raimondo II di Ribagorza  | Toda Galíndez d'Aragona    |  |  |       |  |  |                     |  |  |                             |  |
| Ava di Ribagorza                  |   | Raimondo II di Ribagorza  |                            |  |  |       |  |  |                     |  |  |                             |  |
|                                   |   | Garsenda di Fezensac      | Guglielmo I di Fezensac    |  |  |       |  |  |                     |  |  |                             |  |
|                                   |   | Garsenda di Fezensac      | Guglielmo I di Fezensac    |  |  |       |  |  |                     |  |  |                             |  |
|                                   |   | Garsenda di Fezensac      | …                          |  |  |       |  |  |                     |  |  |                             |  |
| Munia di Castiglia                |   | Garsenda di Fezensac      |                            |  |  |       |  |  |                     |  |  |                             |  |
|                                   | … | …                         |                            |  |  |       |  |  |                     |  |  |                             |  |
|                                   | … | …                         |                            |  |  |       |  |  |                     |  |  |                             |  |
|                                   | … | …                         |                            |  |  |       |  |  |                     |  |  |                             |  |
| Gómez Diaz                        | … |                           |                            |  |  |       |  |  |                     |  |  |                             |  |
|                                   |   | …                         | …                          |  |  |       |  |  |                     |  |  |                             |  |
|                                   |   | …                         | …                          |  |  |       |  |  |                     |  |  |                             |  |
|                                   |   | …                         | …                          |  |  |       |  |  |                     |  |  |                             |  |
| Urraca Gómez                      |   | …                         |                            |  |  |       |  |  |                     |  |  |                             |  |
|                                   |   | …                         | …                          |  |  |       |  |  |                     |  |  |                             |  |
|                                   |   | …                         | …                          |  |  |       |  |  |                     |  |  |                             |  |
|                                   |   | …                         | …                          |  |  |       |  |  |                     |  |  |                             |  |
| Muniadomna Fernández di Castiglia |   | …                         |                            |  |  |       |  |  |                     |  |  |                             |  |
|                                   |   | …                         | …                          |  |  |       |  |  |                     |  |  |                             |  |
|                                   |   | …                         | …                          |  |  |       |  |  |                     |  |  |                             |  |
|                                   |   | …                         | …                          |  |  |       |  |  |                     |  |  |                             |  |
|                                   |   | …                         |                            |  |  |       |  |  |                     |  |  |                             |  |

### Fonti primarie
- (LA)  (ES)  #ES Textos-navarros-codice-roda.pd.
- (LA)  España sagrada. 46, De las santas iglesias de Lérida, Roda y Barbastro.
- (LA)  Recueil des chartes de l'abbaye de Cluny. Tome 4.
- (LA)  España sagrada. 23, La Chiesa di Tuy.
- (LA)  Cartulario del infantado de Covarrubias.
- (LA)  #ES Cartulario de San Millán de la Cogolla.
- (LA)  #ES Collecion diplomatica de la cathedral de Pamplona.
- (LA)  #ES Cartulario de Albelda.
- (LA)  España sagrada, Volume 66.

### Letteratura storiografica
- Rafael Altamira, Il califfato occidentale, in L’espansione islamica e la nascita dell’Europa feudale, collana «Storia del mondo medievale», II volume, 1999  [1979],  pp. 477-515, SBN RAV0065639.
- (FR)  (LA)  La Vasconie.
- (ES)  Crónica Latina de los reyes de Castilla.
- (FR)  Recherches sur l'histoire et la littérature de l'Espagne pendant le moyen age, tome premier.
- (ES)  Historia y ficción en la épica medieval castellana. El Romanz del Infant García